# Dunwich (Queensland)
Dunwich is de in 1827 gevestigde oudste nederzetting op North Stradbroke-eiland, een eiland in Moreton Bay, zuidoost Queensland, Australië. Dunwich startte als buitenpost voor gevangenen. De ondiepe wateren van Moreton Bay maakten transport van goederen naar de rivier Brisbane moeilijk. Schepen die goederen veelal vanuit Sydney aanvoeren, laadden hun goederen af te Dunwich. Vanaf Dunwich werden de goederen op platbodemschepen naar het vasteland getransporteerd. In die tijd was Dunwich niet meer dan een goederenoverslagplaats, waarbij gevangenen werden ingezet voor het laden en afladen van goederen.
Tegenwoordig is Dunwich nog steeds een kleine nederzetting, waar de veerboten vanaf het vasteland aanleggen. Het 'Moreton Bay Research Station and Study Centre' van de Universiteit van Queensland is gevestigd in Dunwich.